# Spathiphyllum wendlandii
Espèce
Spathiphyllum wendlandii est une espèce de plantes de la famille des Aracées.